# 26 صفر
- السبت
- الأحد
- الاثنين
- الثلاثاء
- الأربعاء
- الخميس
- الجمعة

- 283 أغسطس 2024
- 294 أغسطس 2024
- 15 أغسطس 2024
- 26 أغسطس 2024
- 37 أغسطس 2024
- 48 أغسطس 2024
- 59 أغسطس 2024
- 610 أغسطس 2024
- 711 أغسطس 2024
- 812 أغسطس 2024
- 913 أغسطس 2024
- 1014 أغسطس 2024
- 1115 أغسطس 2024
- 1216 أغسطس 2024
- 1317 أغسطس 2024
- 1418 أغسطس 2024
- 1519 أغسطس 2024
- 1620 أغسطس 2024
- 1721 أغسطس 2024
- 1822 أغسطس 2024
- 1923 أغسطس 2024
- 2024 أغسطس 2024
- 2125 أغسطس 2024
- 2226 أغسطس 2024
- 2327 أغسطس 2024
- 2428 أغسطس 2024
- 2529 أغسطس 2024
- 2630 أغسطس 2024
- 2731 أغسطس 2024
- 281 سبتمبر 2024
- 292 سبتمبر 2024
- 303 سبتمبر 2024
- 14 سبتمبر 2024
- 25 سبتمبر 2024
- 36 سبتمبر 2024

26 صَفَر أو 26 صَفَر الخير أو 26 صَفَر المُظفَّر أو يوم 26 \ 2 (اليوم السادس والعشرين من الشهر الثاني) هو اليوم السادس والخمسين من أيَّام السنة وفق التقويم الهجري القمري (العربي). يبقى بعده 298 أو 299 يومًا لانتهاء السنة.

## أحداث
- 880هـ - خاقان شبه جزيرة القرم منكلي كراي الأول يوقع معاهدة مع السلطان العثماني محمد الفاتح تنص على خضوع شبه جزيرة القرم للعثمانيين، شريطة أن يقوم العثمانيون بتعيين الحاكم من سلالة جنكيز خان، وأن يدعوا لخاقان القرم في الصلاة بعد الدعاء للخليفة العباسي والسلطان العثماني.
- 909هـ - الدولة العثمانية تعقد صلحًا مع كل من المجر وفرنسا، وإنجلترا، وإسبانيا، والبرتغال، وبولونيا، ونابولي، ورودس، وخلق هذا الصلح هدوءًا على الجبهة العثمانية الأوروبية استمر 20 عامًا، خاضت خلالها الدولة العثمانية حروبًا ضارية في الشرق الإسلامي.
- 1070هـ - العثمانيون يعينون مدينة بوخارست كعاصمة لإيالة الأفلاق، لتصبح بوخارست منذ ذلك التاريخ هي العاصمة الرومانية.
- 1272هـ - القائد العثماني عمر باشا ينتصر على الجيش الروسي في معركة «أنجير»، أثناء الحرب الروسية العثمانية المسماة «حرب القرم».
- 1322هـ - الأتراك يقتلون 900 أرمني في صدامات عرقية.
- 1367هـ - وصول الفرقة الأولى من متطوعي جيش الإنقاذ العربي إلى فلسطين، وقوامها 330 مقاتلاً. وقد صدت من قبل قوات الاحتلال البريطانية.
- 1368هـ - اغتيال محمود فهمي النقراشي رئيس وزراء مصر على يد شخص متخفي في زي أحد ضباط الشرطة.
- 1383هـ - محاولة انقلاب فاشلة في سوريا على الرئيس لؤي الأتاسي وذلك من قبل الناصريين بقيادة العقيد جاسم علوان في محاولة منهم لإعادة الوحدة مع مصر وذلك بعد انقلاب الثامن من آذار.
- 1385هـ - الرئيس جمال عبد الناصر يحظى بولاية ثانية لرئاسة مصر.
- 1396هـ - إعلان قيام الجمهورية العربية الصحراوية في الصحراء الغربية، واعتراف عدد من الدول الأفريقية بها.
- 1400هـ - مجلس الأمن الدولي يتخذ قرارًا يقضي بانسحاب القوات السوفيتية من أفغانستان.
- 1411هـ - الإعلان في بغداد عن تعيين علي حسن المجيد وزير الحكم المحلي محافظاً للكويت.
- 1417هـ - إعادة انتخاب الرئيس إدريس ديبي رئيسًا لجمهورية تشاد.
- 1440هـ - دخول حزمة العقوبات الأمريكية الجديدة على إيران حيز التنفيذ.
- 1441هـ - تجدُّد المُظاهرات في المُحافظات العراقيَّة ومُفوضيَّة حقوق الإنسان في العراق تُعلن مقتل 40 شخصًا وإصابة ما بين 1700 و2000 شخص بِجُرُوح نتيجة المُواجهات مع قوى الأمن والمُسلحين.

## مواليد
- 288 هـ - ثابت بن قرة، عالم فلك وهندسة.
- 1345 هـ - إلياس الهراوي، رئيس الجمهورية اللبنانية.
- 1379 هـ - محمد بن نايف بن عبد العزيز آل سعود، وزير الداخلية في المملكة العربية السعودية.
- 1382 هـ - ماجدة زكي، ممثلة مصرية.
- 1385 هـ - نهال عنبر، ممثلة مصرية.
- 1388 هـ - عبير الشرقاوي، ممثلة مصرية.
- 1389 هـ - عصام كاريكا، مغني مصري.
- 1399 هـ - فاديا عزام، ممثلة سورية.
- 1404 هـ -
  - فهد الفهد، لاعب كرة قدم كويتي.
  - إيمان رجائي، ممثلة مصرية.
- 1406 هـ - باكاري سوماري، لاعب كرة قدم من مالي.

## وفيات
- 1265هـ - محمد بن محمد الشاذلي بن عاشور، فقيه تونسي.
- 1368هـ - محمود فهمي النقراشي، رئيس وزراء مصر.
- 1393هـ - أبو اليقظان، صحفي وشاعر ومؤرخ وعالم بالشريعة الإسلامية ورائد من رواد الحركة الإصلاحية في الجزائر.
- 1416هـ - خالد بكداش، أمين عام الحزب الشيوعي السوري.
- 1419هـ - محمد أمين زين الدين، مرجع دين شيعي عراقي.
- 1423هـ - أحمد مظهر، ممثل مصري.
- 1428هـ - سعدون حمادي، سياسي عراقي.
- 1440هـ - علي الصقلي الحسيني، أديب وشاعر مغربي كاتب النشيد الشريف.

## وصلات خارجية
- موقع قصة الإسلام: حدث في شهر صفر.